# Aries-Espénan
Aries-Espénan ist eine französische Gemeinde mit 86 Einwohnern (Stand 1. Januar 2022) im Département Hautes-Pyrénées in der Region Okzitanien (vor 2016: Midi-Pyrénées). Die Gemeinde gehört zum Arrondissement Tarbes und zum Kanton Les Coteaux.
Die Einwohner werden Ariénanois und Ariénanoises genannt.

## Geographie
Aries-Espénan liegt circa 38 Kilometer östlich von Tarbes in der historischen Provinz Quatre-Vallées am nordöstlichen Rand des Départements.
Umgeben wird Aries-Espénan von den sechs Nachbargemeinden:
|                   | Sariac-Magnoac                              | Betbèze |
| Castelnau-Magnoac | Kompassrose, die auf Nachbargemeinden zeigt | Devèze  |
| Cizos             | Monléon-Magnoac                             |         |

Aries-Espénan liegt im Einzugsgebiet des Flusses Garonne.
Der Gers, ein Nebenfluss der Garonne durchquert das Gebiet der Gemeinde. In Aries-Espénan münden folgende Nebenflüsse in den Gers:
- der Ruisseau de Jouau,
- der Cier und
- der Ruisseau d’Arroubin.[2]

## Geschichte
Die Gemeinde Espénan wurde 1858 in die Gemeinde mit dem neuen Namen Aries-Espénan eingegliedert.

## Toponymie
Der okzitanische Name der Gemeinde heißt Ariès. Der Ursprung des Ortsnamens Aries ist unklar. Er könnte den Etymon (h)arri (deutsch die Stein, Felsen) aus der baskischen Sprache haben, eine Ableitung aus dem lateinischen ripa (deutsch Flussufer) sein oder von einem Eigennamen Aris stammen. Alle diese Theorien stoßen auf Probleme der Phonetik und besitzen keine Belege in den Schriften. Der Ortsname Espénan hingegen hat seinen Ursprung im latinisierten Eigennamen Hispanius und dem Suffix -anum (= Landgut des Spanius).
Toponyme und Erwähnungen von Aries und Espénan waren:
- Capellanus d’Aries et de Spenano (1383–1384, Procuration Auch),
- Capellanus de Aries et Spenano (1405, Steuerverzeichnis Auch),
- de Ries (15. Jahrhundert, Steuerverzeichnis Auch),
- de Spanhano (15. Jahrhundert, Steuerverzeichnis Auch),
- Aries und Espenan (1750, Karte von Cassini),
- Aries und Espenau (1793 und 1801, Notice Communale bzw. Bulletin des lois).[4][5][3][6]

## Einwohnerentwicklung
Mit dem Eingliederung der früheren Gemeinde Espénan in der Mitte des 19. Jahrhunderts hatte die Einwohnerzahl einen Höchststand von 370. In der Folgezeit sank die Größe der Gemeinde bei kurzen Erholungsphasen bis zur Jahrtausendwende auf ein Niveau von rund 65 Einwohnern, das bis heute gehalten wird.
| Jahr      | 1962 | 1968 | 1975 | 1982 | 1990 | 1999 | 2006 | 2011 | 2022 |
| --------- | ---- | ---- | ---- | ---- | ---- | ---- | ---- | ---- | ---- |
| Einwohner | 84   | 83   | 80   | 75   | 72   | 63   | 66   | 63   | 86   |

## Sehenswürdigkeiten
- Pfarrkirche Notre-Dame de-l’Assomption in Aries
- Pfarrkirche Saint-Laurent in Espénan

## Wirtschaft und Infrastruktur

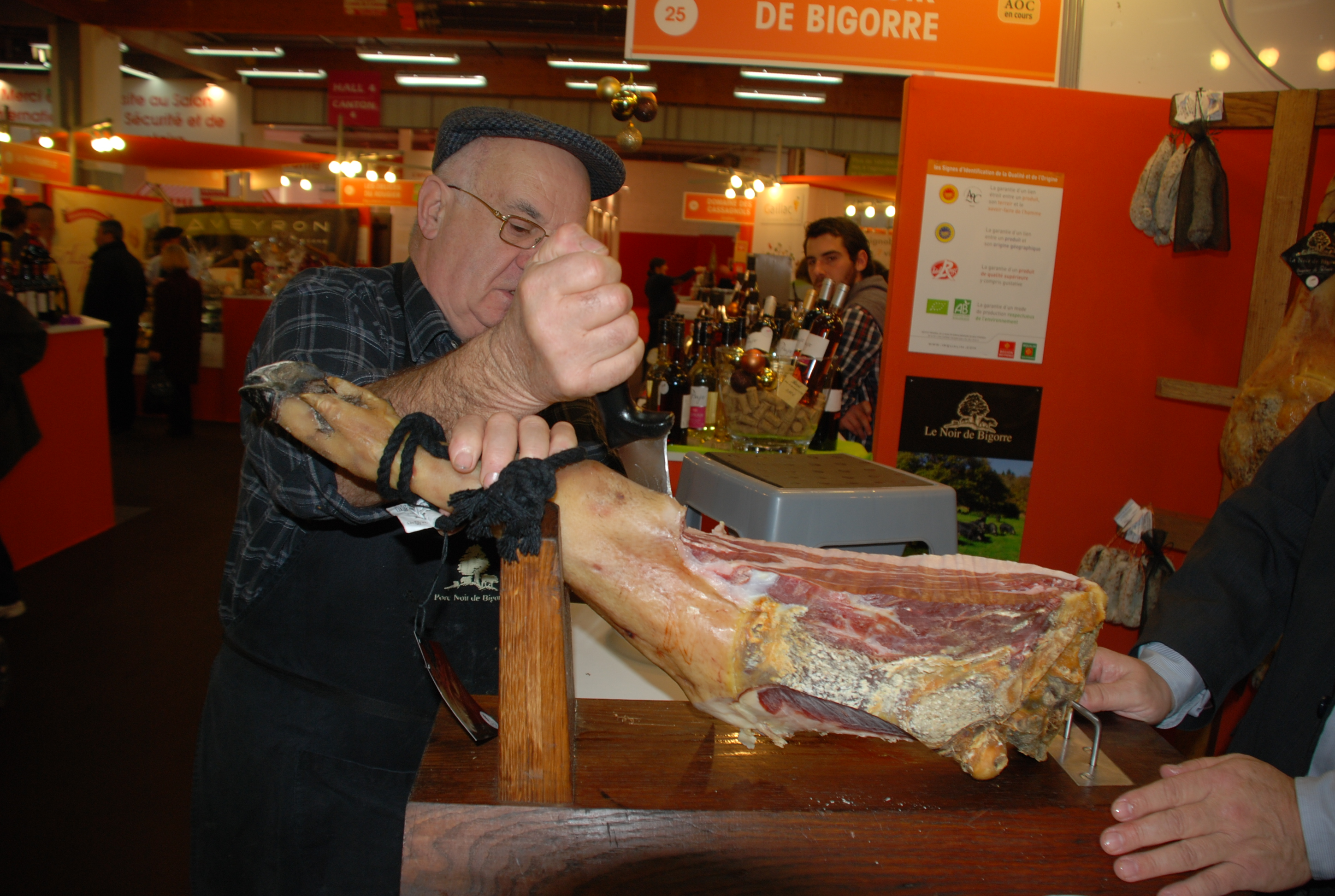
Noir de Bigorre-Schinken

Aries-Espénan liegt in den Zonen AOC der Schweinerasse Porc noir de Bigorre und des Schinkens Jambon noir de Bigorre.

### Verkehr
Aries-Espénan ist erreichbar über die Routes départementales 9, 32 und 632, die ehemalige Route nationale 632.

## Persönlichkeiten
Roger de Bossost, geboren in Espénan, gestorben 1646, war Seigneur von Espénan und Soldat in Diensten des französischen Königs. Seine militärische Karriere führte ihn vor allem nach Katalonien. Er nahm an der Schlacht bei Rocroi als Anführer der französischen Infanterie teil. Zu seinem Gedenken wurde 2018 in Aries-Espénan ein historisches Festival gefeiert.